# Саммітвілл (Індіана)
Саммітвілл (англ. Summitville) — місто (англ. town) в США, в окрузі Медісон штату Індіана. Населення — 989 осіб (2020).

## Географія
Саммітвілл розташований за координатами 40°20′13″ пн. ш. 85°38′35″ зх. д. / 40.33694° пн. ш. 85.64306° зх. д. (40.336930, -85.642975).  За даними Бюро перепису населення США в 2010 році місто мало площу 1,27 км², уся площа — суходіл. В 2017 році площа становила 1,44 км², уся площа — суходіл.

## Демографія
Згідно з переписом 2010 року, у місті мешкало 967 осіб у 378 домогосподарствах у складі 268 родин. Густота населення становила 764 особи/км².  Було 430 помешкань (340/км²).
Расовий склад населення:
| - 96,6 % — білих - 0,7 % — чорних або афроамериканців - 0,1 % — корінних американців - 1,4 % — осіб інших рас |

До двох чи більше рас належало 1,1 %. Частка іспаномовних становила 2,1 % від усіх жителів.
За віковим діапазоном населення розподілялося таким чином: 25,7 % — особи молодші 18 років, 61,0 % — особи у віці 18—64 років, 13,3 % — особи у віці 65 років та старші. Медіана віку мешканця становила 39,6 року. На 100 осіб жіночої статі у місті припадало 99,8 чоловіків;  на 100 жінок у віці від 18 років та старших — 97,3 чоловіків також старших 18 років.
Середній дохід на одне домашнє господарство  становив 49 092 долари США (медіана — 40 594), а середній дохід на одну сім'ю — 54 350 доларів (медіана — 43 125). Медіана доходів становила 36 397 доларів для чоловіків та 30 078 доларів для жінок. За межею бідності перебувало 13,4 % осіб, у тому числі 7,5 % дітей у віці до 18 років та 13,8 % осіб у віці 65 років та старших.
Цивільне працевлаштоване населення становило 428 осіб. Основні галузі зайнятості: виробництво — 19,4 %, освіта, охорона здоров'я та соціальна допомога — 18,5 %, роздрібна торгівля — 11,2 %, будівництво — 10,5 %.